# Virgen del Carmen de Chile
La advocación mariana de la Virgen del Carmen (también llamada Chinita, Madre de Chile, Augusta patrona de Chile, Reina de Chile, Reina del Tamarugal o simplemente Carmelita) es una tradición católica traída desde España a América en 1595 (o 1680) por los frailes agustinos, quienes trasladaron consigo la primera imagen. Durante el proceso de emancipación nacional, la figura fue instaurada históricamente como la «Patrona de Chile». José de San Martín, general del Ejército Libertador, proclamó que la Virgen del Carmen recibía el título de «Patrona del Ejército de los Andes» y Bernardo O'Higgins la denominó como «Patrona y General de las Armas Chilenas» en las vísperas de la batalla de Chacabuco.
Las principales imágenes que se veneran corresponden a la ubicada en el altar de la Parroquia del Sagrario, que fue tallada en Francia en el siglo XIX, y otra que se encuentra en el altar mayor del Templo Votivo de Maipú, tallada en Quito en 1765.
En la comuna de Maipú se halla un templo votivo en homenaje por la victoria decisiva en la batalla de Maipú, donde los chilenos consiguieron la independencia de España y posteriormente, en 2007, se estableció como feriado el 16 de julio, declarado como el «día de la Virgen del Carmen».

## Historia de la devoción

### Origen

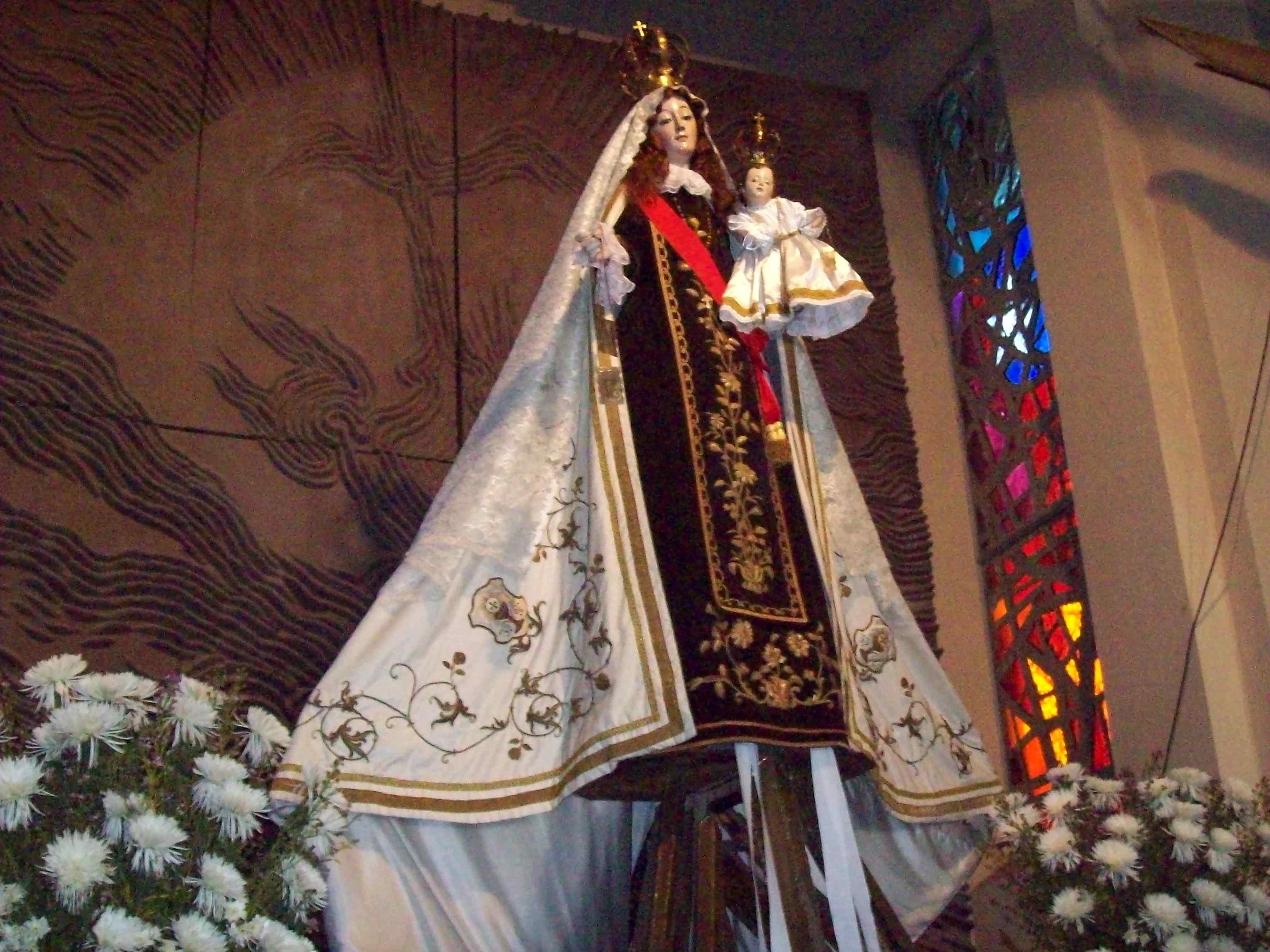
Imagen de la Virgen del Carmen desde el altar (2011).

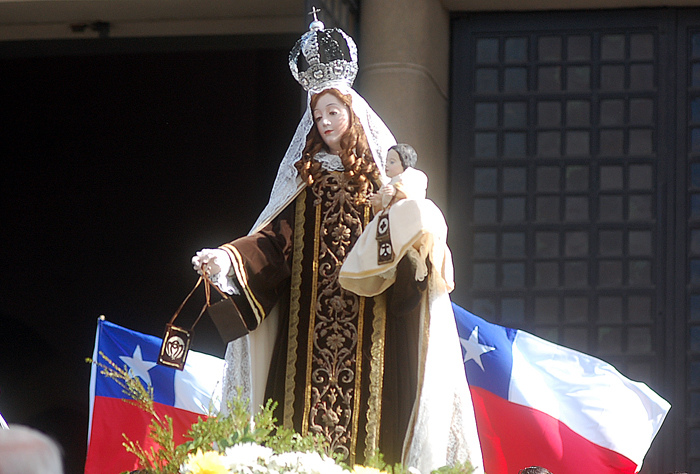
Virgen del Carmen en procesión en el Templo Votivo de Maipú.

La devoción de la Virgen del Carmen es originaria del Monte Carmelo, en la ciudad de Haifa (Palestina histórica). Debido a la presencia del mar Mediterráneo y las relaciones interculturales entre Europa y la región Palestina, la devoción se extendió por Europa gracias a la Orden de las Carmelitas.
Existen algunas controversias acerca del año en que llegó la Virgen del Carmen a Chile debido a la inexactitud, la extensión territorial y las diversas metodologías de evangelización que se desarrollaron durante el período de la conquista en el país. Algunas fuentes indican que los misioneros agustinos la introdujeron en 1595, mientras que otras fuentes sitúan el hecho casi cien años más tarde, en 1680, pero a pesar de esta contradicción, no hay duda de que se introdujo la devoción gracias a los agustinos.
Las inexactitudes en la fecha se deben a que en el norte de Chile se comenzaban a manifestar las primeras festividades paganas con orígenes cristianos, al celebrarse las Fiestas de La Tirana en honor a la Virgen del Carmen a inicios del siglo XVI. Mientras que hacia 1640 se fundó en Concepción, al sur de Chile, la Cofradía de la Virgen del Carmen, por lo cual esta divergencia histórica hace difícil situar el origen de la advocación.
La expansión de la creencia se dio gracias a que se asoció fuertemente a los militares. Este rol se notó mayormente en la zona de Concepción, que era considerada como la frontera del dominio español y se vivían constantes batallas con los mapuches, por lo que los militares se encomendaban especialmente a la Virgen del Carmen. Sin embargo, esta no fue la principal advocación del Chile colonial, sino la Virgen de la Merced.

### En la independencia chilena

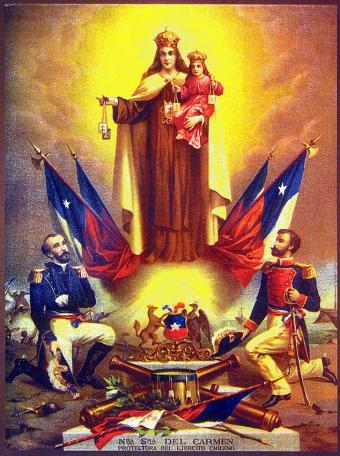
Estampa con la imagen de la Virgen del Carmen venerada por soldados patriotas.

En el proceso revolucionario, el Ejército de los Andes, conducido por José de San Martín, escogió como protectora y patrona de la liberación de América a la Virgen del Carmen y le juró fidelidad. El 5 de enero de 1817, San Martín le entregó su bastón de mando como ofrenda para alcanzar la victoria libertadora en el subcontinente. Por su parte, el 11 de febrero, Bernardo O'Higgins, entonces general del ejército chileno, proclamó a la Virgen del Carmen como «Patrona Generalísima de las Armas de Chile». Este último suceso es parte de la tradición católica sin que se pudiese comprobar la veracidad de la versión histórica.
A pesar de la victoria en la batalla de Chacabuco, el ejército realista se encontraba muy próximo a la ciudad de Santiago, por lo cual O'Higgins decidió reunirse en la catedral e implorar la protección de la Virgen del Carmen para obtener la victoria definitiva sobre las fuerzas de la Corona española. Por ello, el 14 de marzo de 1818, junto a las autoridades religiosas realizaron un acto de plegaria donde imploraron la protección del cielo. Además, formularon en el mismo acto el voto de erigir un templo a la Virgen del Carmen en el lugar en que se decidiese la batalla favorable a la independencia de Chile. La victoria definitiva ocurrió el 5 de abril en los llanos de Maipú, donde el Ejército Libertador y las fuerzas chilenas lograron derrotar al ejército realista para proclamar la independencia del país.
Debido a su promesa, Bernardo O'Higgins redactó un decreto supremo el 7 de mayo que encargaba la construcción de un templo en honor a la Virgen del Carmen cuya primera piedra fue puesta el 7 de octubre de 1818. De acuerdo a una recopilación histórica realizada por el suplemento del periódico de Maipú del 5 de abril de 1979, el decreto supremo contenía el siguiente texto:

La Inmaculada Reina de los ángeles, en su advocación de Nuestra Señora del Carmen, fue jurada patrona de las armas de Chile, primero por el voto general del pueblo, por haber experimentado su protección en el restablecimiento del estado que yacía bajo la opresión de los tiranos, mediante el esfuerzo del Ejercito Restaurador de Los Andes y después del 14 de marzo último por el acto solemne en que concurrieron las corporaciones, y un inmenso pueblo en la Santa Iglesia Catedral, al objeto de ratificar, como ratificaron expresamente en aquel juramento, ofreciendo erigirle un templo en el lugar donde se diese la batalla, a que nos provoco el General enemigo Osorio: no debe tardarse un momento el cumplimiento de esta sagrada promesa.
O'Higgins - Irisarri

Dentro de la historia chilena se duda de este último suceso debido a que se presume que el documento no existe. Sin embargo, dentro de las primeras discusiones del Congreso Nacional, consta la existencia de cartas entre el Senado de la época y el director supremo, O'Higgins.

### Guerra del Pacífico
Durante el conflicto entre Chile, Bolivia y Perú, los soldados chilenos se encomendaban a la Virgen del Carmen, tanto los oficiales del ejército como los soldados. La mayor parte de la tropa que participó en las diversas fases de la guerra llevaban consigo el escapulario del Carmen, al igual que la población civil. Tras la declaración de guerra de los aliados Bolivia y Perú, la iglesia católica prestó servicios relacionados con la salud y alivio espiritual de los combatientes. De acuerdo a la narrativa relacionada con el conflicto bélico, se estableció que «la posesión del escapulario, medallitas e imágenes les daba a los soldados el valor para salir a batallar, estos elementos materiales significaron una mayor cercanía a la figura materna y protectora que tanto necesitaban». Uno de los casos notables de su uso fue protagonizado por Arturo Prat, quien días antes del combate naval de Iquique, le escribió a su tía que en la noche del embarque en la Esmeralda los marinos recibieron cada uno el escapulario del Carmen para la protección en la batalla. Después del combate, los marinos peruanos, al revisar al caído Prat, encontraron el escapulario en medio de sus prendas, según consta el inventario entregado al comandante del monitor Huáscar, Miguel Grau.
Después de la Guerra del Pacífico, el general Manuel Bulnes entregó en las manos de la imagen de la Virgen del Carmen su espada entre grandes aclamaciones de las personas reunidas. Según una conversación entre él y el deán de la Catedral de Concepción, Bulnes agradeció a la Virgen del Carmen por la victoria en la guerra:

No, monseñor, yo no fui quien ganó esa batalla, sino mi señora del Carmen, quien me inspiró súbitamente una acción y un movimiento, que por mí mismo no habría ejecutado.
Manuel Bulnes

### Proclamación como Patrona de Chile

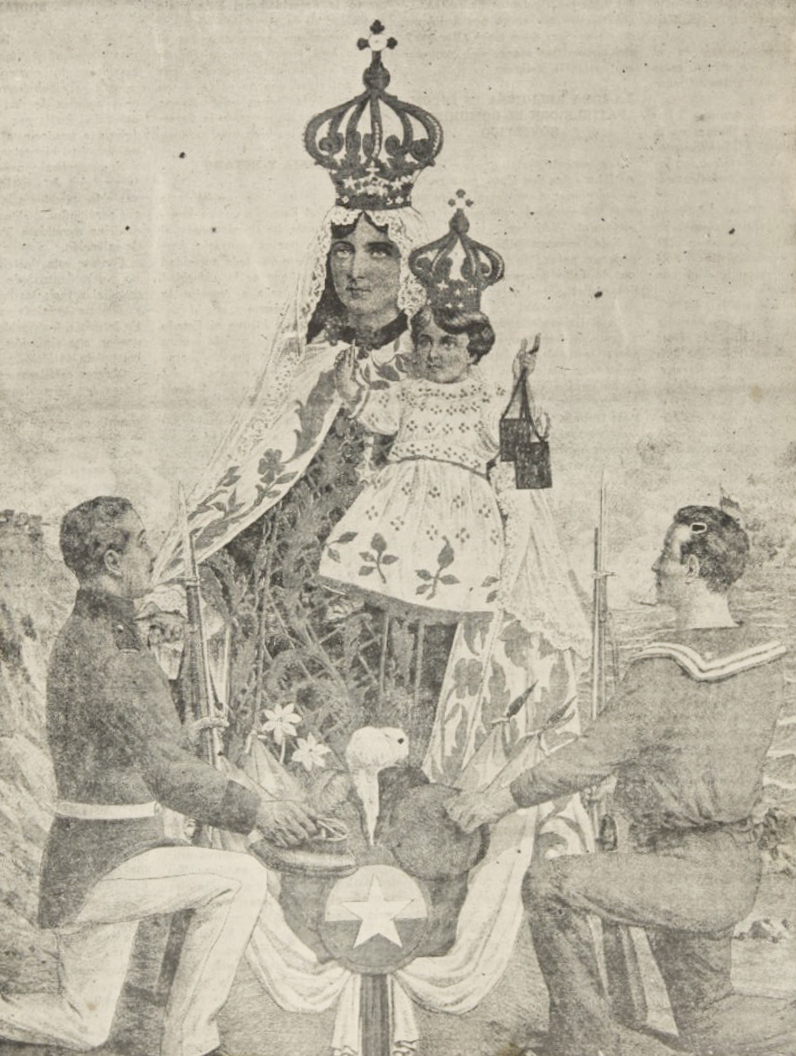
"Reina de Chile, Jenerala [sic] de las Fuerzas Armadas de Mar y Tierra" (1932).

A pesar de que se denominó históricamente a la Virgen del Carmen como patrona o generala de los ejércitos de Chile, este título no fue otorgado canónicamente por la Santa Sede, por lo que quedó relegada a protectora de los ejércitos de Chile y Argentina. Sin embargo, en el Congreso mariano de 1918 se determinó que el objetivo era declarar a la virgen como «Patrona de Chile» por el vínculo histórico que posee el país con esta advocación mariana. De este modo, el 24 de octubre de 1923, mediante un decreto vaticano emitido por el papa Pío XI, se autorizó a los chilenos a denominar a esta advocación como «Patrona de Chile». En el texto se declaró: «a la Bienaventurada Virgen del Monte Carmelo, Patrona Principal de toda la República Chilena, concediéndole todos los privilegios y honores que a los principales patronos de los lugares por derecho competen».
El juramento de patronato canónico se realizó el 8 de diciembre de 1923 en la plaza de Armas de Santiago y fue presidido por monseñor Rafael Edwards. Esta fecha concuerda con el día de la Inmaculada Concepción de la Virgen, que es otra fiesta mariana importante de la religiosidad en Chile.
La coronación de la Virgen del Carmen se llevó a cabo el 19 de diciembre de 1926 y se coronó a la imagen que se veneraba en la Basílica del Salvador. Este acto fue presidido por monseñor Benedetto Aloisi Masella, especialmente enviado por el papa para la ocasión. De acuerdo a relatos presenciales, se estimó que la concurrencia fue de cerca de medio millón de personas en el parque Cousiño. Según las crónicas históricas, el parque se llenó de colores, flores y las multitudes se centraban en la imagen.
El 3 de abril de 1987, durante la visita de Juan Pablo II a Chile, se realizó la coronación de la imagen de la Virgen del Carmen que se encuentra en el Templo Votivo de Maipú. El evento tuvo lugar en la misma explanada. En la homilía de consagración, Juan Pablo II destacó lo siguiente a la multitud:

Mira con bondad a tu pueblo, Señor, que al poner una corona real sobre esta imagen de la Virgen María y de su Hijo, reconoce al Señor Jesús como Rey del Universo y aclama a la Virgen Madre como su Reina.
Juan Pablo II.

## Festividades y devoción

### Templo Votivo

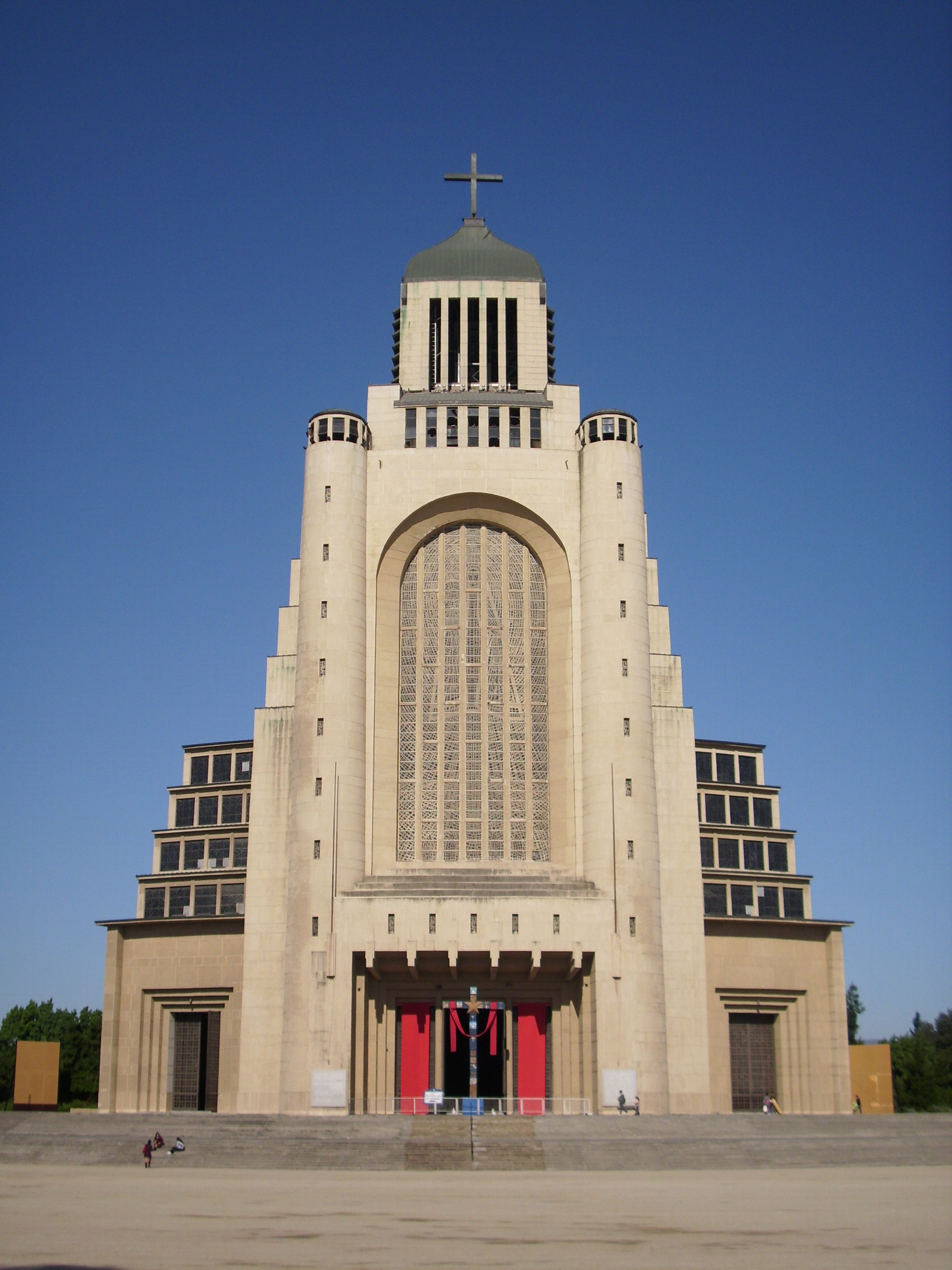
Templo Votivo de Maipú.

Hacia el final de la guerra de independencia y luego de diversas victorias realistas, cuyas tropas se acercaban a Santiago, se dedicaron oraciones en la catedral de la ciudad rogando por la victoria de las tropas independentistas. Fue entonces cuando O'Higgins, director supremo del país, prometió la construcción de un templo en honor a la Virgen en el lugar donde se asegurara la independencia de Chile: 

En el mismo sitio donde se dé la batalla y se obtenga la victoria, se levantará un Santuario a la Virgen del Carmen, Patrona y Generala de los Ejércitos de Chile, y los cimientos serán colocados por los mismos magistrados que formulen este voto, en el mismo lugar de su misericordia, que será el de su gloria.
B.O'Higgins

La victoria chilena en la batalla de Maipú el 5 de abril de 1818, aseguró la independencia del país y, en cumplimiento de su promesa, O'Higgins ordenó la construcción del Templo Votivo en la actual comuna de Maipú. Finalmente, el templo se inauguró el 24 de octubre de 1974 y para noviembre de ese mismo año, los obispos de Chile, presididos por el cardenal arzobispo de Santiago, Raúl Silva Henríquez, lo consagraron.

### Fiesta de La Tirana

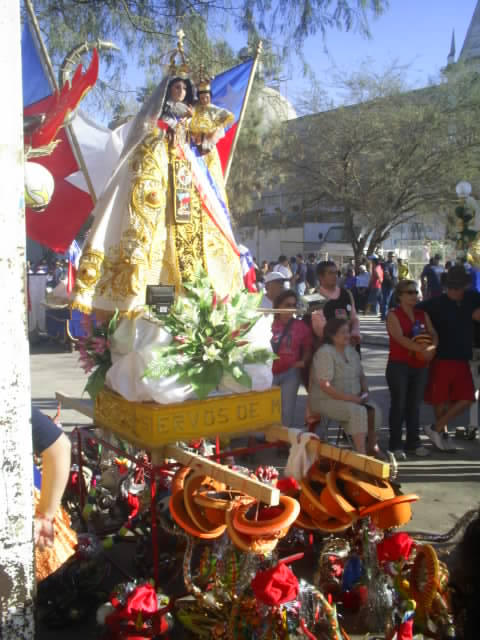
Virgen del Carmen en la fiesta de La Tirana.

La Fiesta de La Tirana se celebra en el pueblo de la Tirana, en la región de Tarapacá. Esta fiesta se realiza cada 16 de julio, y en ella se recuerda a la Virgen del Carmen. Según la tradición, esta festividad posee orígenes indígenas que fueron adaptados a las creencias cristianas y en la actualidad es una de las fiestas religiosas más populares del país, donde personas de distintos lugares de Chile y el mundo se congregan en el santuario de la Virgen para rendirle culto a la denominada Chinita. Se considera como un evento de alegoría y plagado de religiosidad católica para celebrar a la Virgen del Carmen de La Tirana.
El 18 de enero de 2018, durante la Visita del papa Francisco a Chile, la imagen de la Virgen del Carmen de la Tirana fue coronada por el Santo Padre, durante la celebración de la homilía papal en la Playa Lobito en Iquique.

### Procesión de la Virgen del Carmen

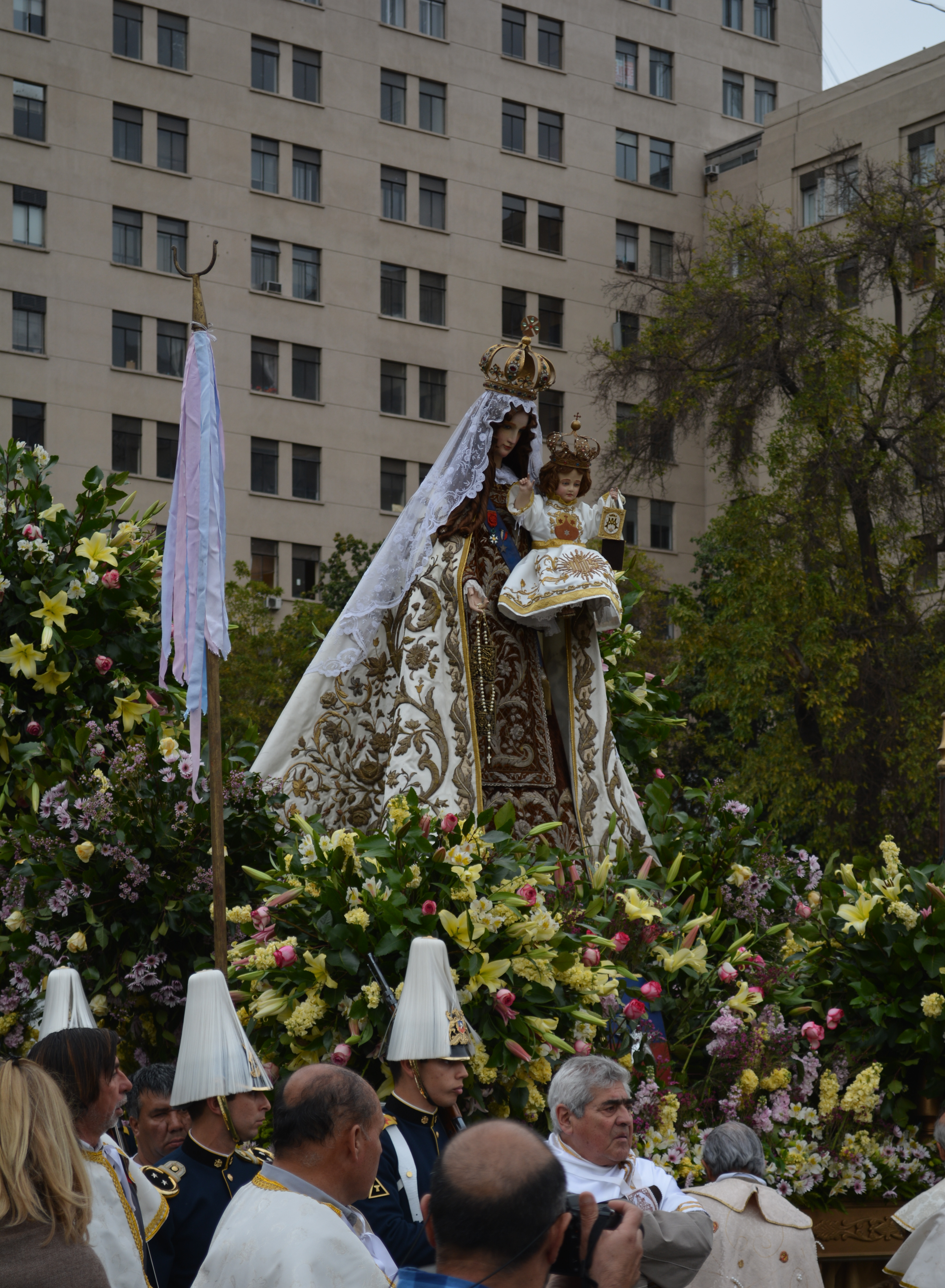
Procesión de la Virgen del Carmen por las calles de Santiago, en 2017

En 1778 se realizó la primera procesión de la Virgen en Santiago, aunque en 1818 se había cambiado al tercer domingo de octubre para conmemorar la promesa hecha por José de San Martín y Bernardo O'Higgins, debido a que en ese mes se puso la primera piedra del primer Templo Votivo de Maipú. En 1971, los obispos chilenos decidieron modificar la fecha de la procesión al último domingo del mes de septiembre, para que congeniara el mes de la Patria con el patronazgo de la Virgen. Ante esto, se pasó a denominar este domingo como «Día de Oración por Chile». Un testimonio de la procesión de 1879, después de capturar el Monitor Huáscar en la Guerra del Pacífico, destacó lo siguiente:

Con la toma del Huáscar la tradicional procesión revistió solemnidad inusitada. Era dar gracias del pueblo a su celestial protectora. ¡Qué procesión aquella! Hasta casi medio metro de altura sobre las calles todo era flores para el paso de la sagrada imagen. Al aparecer el anda de la Virgen resonaron atronadores vivas, rompieron todas las bandas con el himno nacional, lloraba a gritos la concurrencia aclamando a la Virgen del Carmen y hasta los mismos soldados dejaban caer silenciosas y gruesas lágrimas por sus mejillas.
Macario Ossa.

### Cofradía Nacional del Carmen
La Cofradía Nacional del Carmen está conformada por damas encargadas de la difusión de la devoción a la Virgen del Carmen y de custodiar las vestimentas y el aseo de la imagen de la Virgen del Carmen, en especial la que reside en la parroquia El Sagrario.
Su origen se remonta a la Cofradía del Carmen creada en la ciudad de Concepción en 1648, de mano de los hermanos Agustinos que misionaron el sur de Chile. En 1678 se ubicó en Santiago, donde fue atendida solamente por hombres hasta 1858 cuando se crea la rama femenina de la cofradía. Desde entonces, la preparación de las procesiones y las festividades de la Virgen del Carmen son organizadas por los miembros de la cofradía.

## Atentado a la imagen de la Catedral de Santiago

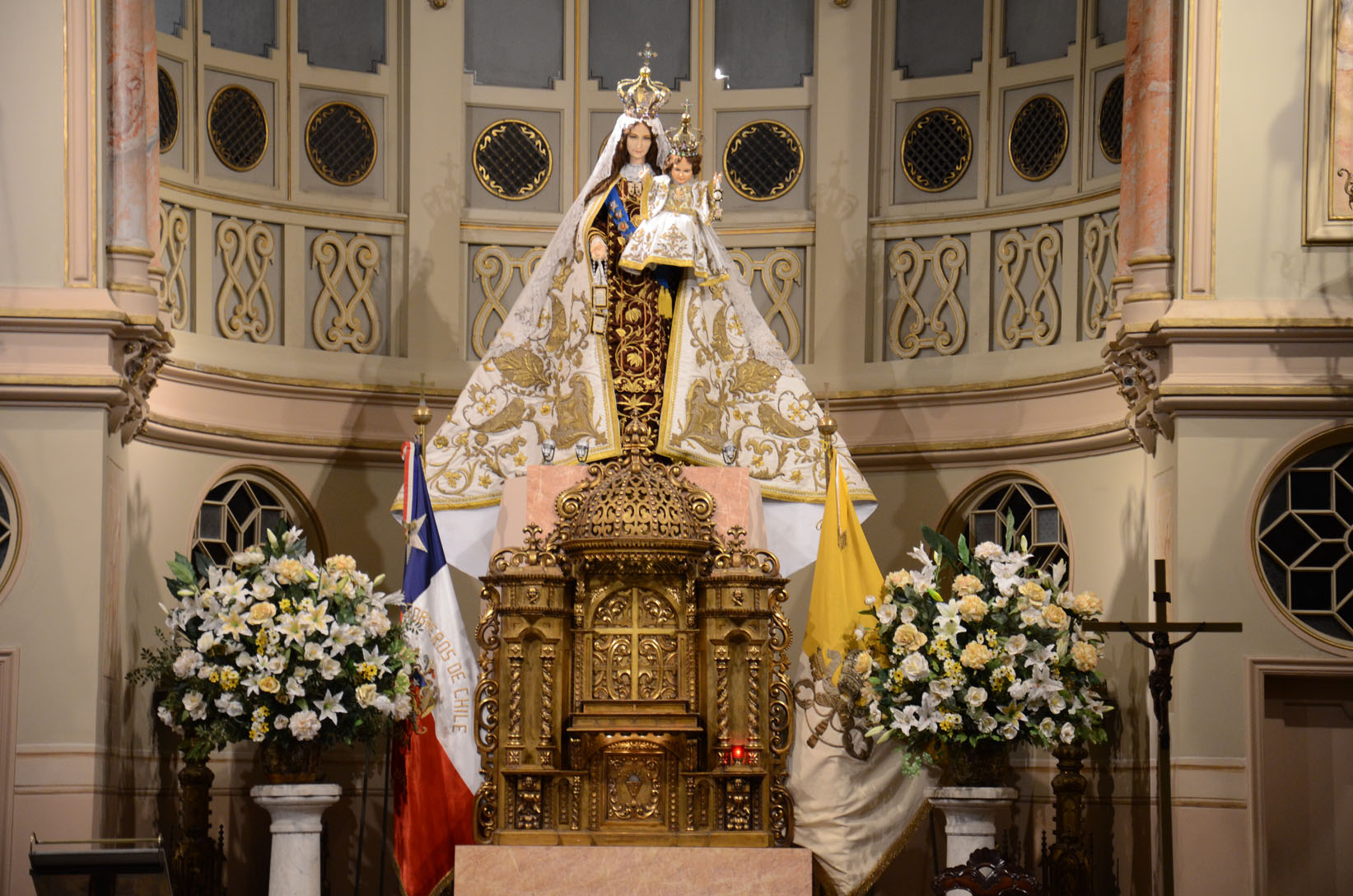
Imagen de la Virgen del Carmen de la Catedral de Santiago.

El 18 de abril de 2008, un indigente identificado como Patricio Alejandro Castro Parada volcó una vela, lo que causó un gran destrozo y a su vez se desató gran revuelo en el mundo católico. Más tarde, fue capturado por causar otro incendio en Viña del Mar y quemar más de siete hectáreas. La imagen fue restaurada por expertos del Centro Nacional de Conservación y Restauración (CNCR); su trabajo duró aproximadamente un año y contó con la asesoría de restauradores prestigiosos a nivel mundial.
Retornó a su altar en la Parroquia del Sagrario el 7 de julio de 2009 y la ceremonia estuvo encabezada por el cardenal Francisco Javier Errázuriz Ossa, arzobispo de Santiago, así como estuvieron presentes Giuseppe Pinto, a la sazón Nuncio Apostólico de Su Santidad (Benedicto XVI) y otros obispos.
Esta imagen venerada actualmente en la Parroquia del Sagrario, es la que trajo desde París a Copiapó el empresario minero y Alcalde de esa ciudad Don José Ramón de Ossa y Mercado en 1828.